# アントニオ・チェスティ

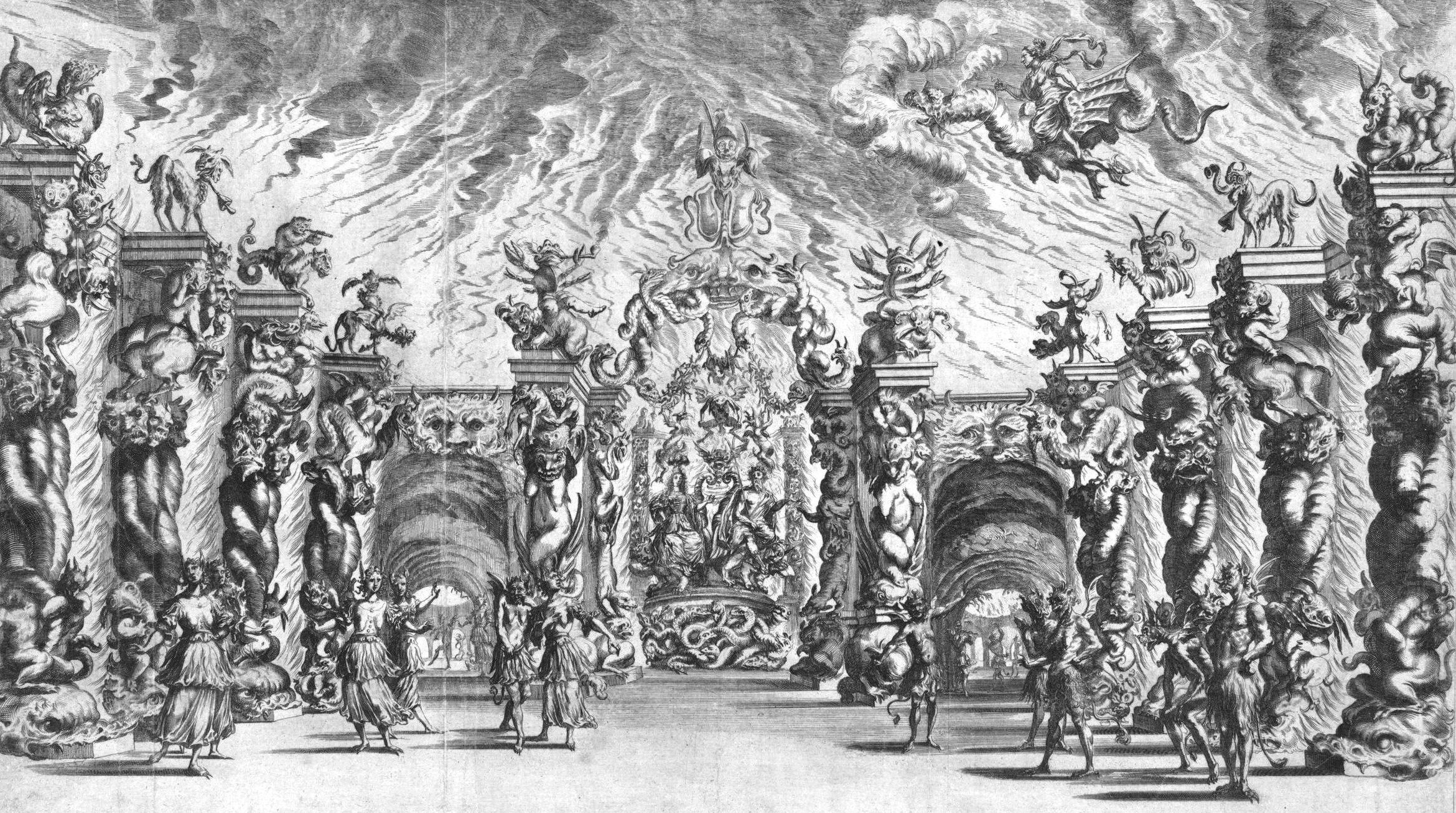
『黄金のりんご』の舞台

マルカントニオ・チェスティ（Marc' Antonio Cesti, 1623年8月5日 - 1669年10月14日）はイタリア・バロック音楽のオペラ作曲家。
アレッツォに生まれ、ローマでジャコモ・カリッシミに師事した後、フィレンツェで活動した。フィレンツェではサルヴァトル・ローザと知り合い、ローザの台本を基にカンタータを作曲した。1652年からインスブルックのフェルディナント・カール大公の宮廷楽長に就任し、1655年に前スウェーデン女王クリスティーナがインスブルックでカトリックに改宗した際には、オペラ『アルゲイア』を上演した。1660年に教皇庁に地位を得た。1666年にウィーン宮廷副楽長に就任し、1669年に同地で没した。
チェスティは専らオペラ作曲家として知られており、最も著名なのが《ラ・ドンLa Don》（ヴェネツィア、1663年）と《黄金の林檎Il Pomo d'oro》（ウィーン、1668年）であり、後者は1666年の神聖ローマ皇帝レオポルト1世とマルガリータ・テレーザの結婚式で披露された。